# Pogar
Pogar je naseljeno mjesto u općini Vareš, Federacija Bosne i Hercegovine, BiH.

## Stanovništvo

### 1991.
Nacionalni sastav stanovništva 1991. godine, bio je sljedeći:
ukupno: 372
- Hrvati - 298
- Srbi - 2
- Muslimani - 1
- Jugoslaveni - 43
- ostali, neopredijeljeni i nepoznato - 28

### 2013.
Nacionalni sastav stanovništva 2013. godine, bio je sljedeći:
ukupno: 139
- Hrvati - 139